# 新溪郡
新溪郡（：／ Sin-gye gun */?）是朝鮮民主主義人民共和國黃海北道東部的一個郡，東枕阿飛虎嶺山脈，鄰江原道。禮成江流經。2008年人口78,573人。下分1邑、27里。
交通方面，有青年伊川線經過。